# Avenida Manquehue
No debe confundirse con la avenida Maquehue.
La avenida Manquehue es una arteria vial de Santiago de Chile que une las comunas de Vitacura y Las Condes, en el oriente de la ciudad. Se extiende  entre las avenidas Bilbao por el sur y San José María Escrivá de Balaguer por el norte.
Su trayecto cruza la avenida Vitacura donde se encuentran la rotonda Irene Frei, y la Clínica Alemana, luego pasa por avenida Kennedy, el Parque Araucano, las avenidas Alonso de Cordova y Apoquindo donde está el centro comercial Apumanque, más al sur se encuentra la avenida Cristóbal Colón, y finaliza en la avenida Francisco Bilbao en las inmediaciones del Club de Golf Príncipe de Gales. Entre las avenidas Apoquindo y Kennedy se encuentra una importante actividad comercial. En esta vía también se encuentran los colegios San Pedro Nolasco, Alemán, Compañía de María Apoquindo, entre otros. Además en esta gran avenida se encuentra la gran y conocida Plaza Samuel Tagle, que muchos Vitacureños han ido a apreciar, este lleva el nombre de la leyenda que se cuenta en la comuna.
En 2005 se empezó a plasmar el proyecto para evitar la congestión vehicular del nudo vial entre las avenidas Apoquindo, Manquehue y Alonso de Córdova, sobre todo en las horas punto de tráfico en el Sanhattan. Tras meses de trabajo, cierre de calles y desvíos de tránsito, se inauguró en diciembre de 2006 un túnel en Manquehue que se hunde para pasar por debajo de Apoquindo. Dicha obra disminuye considerablemente la congestión en el sector, facilitando un más expedito desplazamiento.
- Datos: Q2887667
- Multimedia: Avenida Manquehue / Q2887667